# Hiukkasaari (ö i Norra Österbotten, Uleåborg, lat 65,18, long 25,60)
Hiukkasaari är en ö i Finland. Den ligger i Kiminge älv och i kommunen Uleåborg i den ekonomiska regionen  Uleåborgs ekonomiska region  och landskapet Norra Österbotten, i den centrala delen av landet, 600 km norr om huvudstaden Helsingfors. Öns area är 1,8 hektar och dess största längd är 360 meter i nord-sydlig riktning.